# Житен (Софија)
Житен је насељено место у Престоничкој општини, област Софија-град, у Бугарској.

## Историја
Помиње се Житен шопско село 1618. године. Село је те године као колектив узело зајам од сердара Мустафе у износу 5.000 акчи. Био је то пример лихварења од стране турских власти, јер су морали вратити 1.000 акчи камате.
Сали-ага је био спахија у Житену у турско време.

Када је 1878. године стварана нова држава Бугарска, становници Житена (шопског села) су се отимали. Жудели су ти Срби да се споје са Србијом, као што се види из сачуваног писма од 3. маја 1878. године, упућеног српском кнезу Милану Обреновићу. Они јасно наводе већ у првој реченици: 
Ми смо прави стари Срби и како Срби желимо да будемо с нашом браћом Србима. Комитет бугарски оће нас силом да побугари...Гледајте да ми како прави Срби не останемо сад силом Бугаре, но да будемо твоји и да се придружимо нашој браћи Србима. Наша је стара српбска Граница Бакарно Гувно које ми зовемо побијен камик (камен међаш). Не само ми но цели Санџак Софијски овејани Србин и сви су готови да ово исту кажу...Ми смо Срби и сас Србима очемо да живимо и да умремо.
 Потписало их се том приликом њих 26 домаћина (скоро сви имају побугарена имена и презимена) на челу са сеоским кметом (кнезом) Михом Божиловим. Били су то "покорни сељани": Вато Најденов, Веселин Тодоров, Минко Цветин, Ташко Црнин, Донко Коцин, Влчко Младенов, Сокол Лазаров, Мила ?, Гроздан Ленков, Тодор Ђошин, Михалко Ђошин, Ташо Бонин, Петар Стоичин, Захарин Веселинов, Вучп Златков, Тото Златков, Танчо Младенов, Стојко Младенов, Васиљ Младенов, ћора Игњатов, Богдан Цветин, Миленко Колин, Кола Вучов, Венко Митов и Пижо Бонин.